# IC 4525
IC 4525 — галактика типу SBd () у сузір'ї Волопас.
Цей об'єкт міститься в оригінальній редакції індексного каталогу.